# Dicranomyia monorhaphis
Dicranomyia monorhaphis är en tvåvingeart som först beskrevs av Alexander 1980.  Dicranomyia monorhaphis ingår i släktet Dicranomyia och familjen småharkrankar.
Artens utbredningsområde är Ecuador. Inga underarter finns listade i Catalogue of Life.